# Ljubav preko žice
Ljubav preko žice je sedmi studijski album Aleksandra Mežka, ki je izšel leta 1982 pri zagrebški založbi Jugoton. Skladbe so bile posnete v studiih EMI-KPM Studio, SNAKERANCH Studio in Abbey Road Studios v Londonu.

## Seznam skladb
| A stran | A stran                                                  | A stran |
| Št.     | Naslov                                                   | Dolžina |
| ------- | -------------------------------------------------------- | ------- |
| 1.      | „Isti fluid‟ (A. Mežek/M. Tucaković)                     | 3:33    |
| 2.      | „Ovog puta‟ (A. Mežek/D. Cukić/K. Kovač)                 | 3:14    |
| 3.      | „Ljubav preko žice‟ (A. Mežek/M. Tucaković/A. Mežek)     | 3:24    |
| 4.      | „Noč bez snova‟ (A. Mežek/M. Tucaković/A. Mežek)         | 3:35    |
| 5.      | „Sad me vidiš, sada ne‟ (A. Mežek/M. Tucaković/A. Mežek) | 3:07    |

| B stran | B stran                                       | B stran |
| Št.     | Naslov                                        | Dolžina |
| ------- | --------------------------------------------- | ------- |
| 1.      | „Stojim na uglu‟ (A. Mežek/M. Tucaković)      | 3:17    |
| 2.      | „Platio sam za sve‟ (A. Mežek/M. Tucaković)   | 3:36    |
| 3.      | „Najduži dan‟ (A. Mežek/M. Tucaković)         | 3:22    |
| 4.      | „Ostala si mono‟ (A. Mežek/A. Mežek/K. Kovač) | 2:43    |
| 5.      | „Budi spremna‟ (A. Mežek/K. Kovač)            | 3:29    |

## Zasedba
- Aleksander Mežek – vokal, vokalna spremljava
- Andy McCrorie-Shand  – klaviature, programiranje
- Richard Cottle – sintetizator
- Bill Roberts – kitare
- Linda Jardin – vokalna spremljava
- Mel Collins – saksofon